# Бахтина, Карина Сергеевна
Карина Сергеевна Бахтина (2 августа 1995, Уфа) — российская биатлонистка, чемпионка и призёр чемпионата России.

## Биография
На внутренних соревнованиях представляет Республику Башкортостан. Тренеры — Газеев Ильдар Ринатович, Юсупов Максим Данирович.
На юниорском уровне становилась серебряным призёром первенства России по летнему биатлону 2014 года в индивидуальной гонке и масс-старте.
В соревнованиях Кубка России среди взрослых принимала участие с сезона 2016/17, однако в первых двух сезонах ни разу на этапах не попадала в призовую тройку.
В 2019 году стала серебряным призёром чемпионата России в марафоне, бронзовым призёром в командной гонке в составе сборной ПФО и в смешанной эстафете в составе сборной Башкортостана. В 2020 году в составе команды Башкортостана завоевала бронзовую медаль в командной гонке. В летнем биатлоне в 2020 году завоевала золото чемпионата России в спринте.